# Bernardo Folha
Bernardo Pereira Folha (Porto, 23 de março de 2002) é um futebolista português que atua como meio-campo. Atualmente joga pelo Porto.

## Carreira

### Início
Bernardo nasceu da cidade do Porto e iniciou sua carreira bastante cedo na escolinha do Boavista chamada Panterinhas com apenas quatro anos, por influência de seu irmão mais velho Miguel que atuava na escola do clube que ficava no bairro da Pasteleira. Bernardo ia acompanhar seu irmão nos treinos e ficava brincando na parte de fora com bolas e seu talento foi percebido por integrantes da escolinha, que convenceram seus pais na época deixa-lo atuar na escolinha com crianças dois anos mais velhas.
Destacando-se, participou de uma memorável goleada sobre o Braga ainda quando atuava no Boavista, tendo feito 28 gols da vitória de 29–0. Bernardo chegou a receber convites para treinar no Benfica e no Sporting, contudo tinha em mente que só sairia do Boavista caso fosse para atuar no Porto, clube pelo qual torcia e que seu pai destacou-se.

### Porto
Então em 2010 com oito anos, entregou nas categorias de base do Dragão. Os treinadores de Folha sempre destacaram-se seu perfil de líder e sua mentalidade forte, além de um perfil mediador que o fazia ser bom ajudar com conflitos quando ocorriam. Passou por todas as categorias de base do Dragão além de um breve empréstimo a Padroense em 2017–18, tendo feito sua última temporada pelo Sub-19 em 2019–20, com 16 jogos e um gol na. Em 18 de dezembro, foi anunciada sua integração ao time B e sua renovação de contrato com o clube até 2024, escolhendo a usar a camisa 87.
Fez sua estreia pelo time principal em 18 de dezembro de 2021, sendo um dos cinco jogadores do elenco do time B que estrearam no dia. Folha entrou no segundo tempo no lugar de Sérgio Oliveira, na vitória de 1–0 sobre o Rio Ave na Taça da Liga.
Seu primeiro gol pelo clube foi marcado em 25 de janeiro de 2023 na vitória de 3–0 sobre o Académico de Viseu na Taça de Portugal, saindo do banco para fechar a vitória. Sua estreia como titular deu-se em 1 de fevereiro do mesmo ano, porém acabou sendo expulso aos 38 minutos em jogo contra o Marítimo. Apesar da expulso, o Dragão venceu o jogo por 2–0 que era válido pela 18ª rodada. Folha alternou entre o time principal e o B na temporada, tendo inclusive feito um dos gols na vitória de 3–1 sobre o Benfica B na Segunda Liga na última rodada, tendo o azul e branco terminado em quinto lugar do torneio.

## Vida pessoal
Bernardo é filho de António Folha, ex-futebolista e treinador que teve boa passagem pelo Porto.

## Seleção Portuguesa

### Sub-20
Folha foi um dos 23 convocados pelo técnico Emílio Peixe em 22 de março de 2022 para três jogos preparatórios no mesmo mês, sendo um contra a República Checa no dia 24 e dois contra a França nos dias 27 e 29.

### Sub-21
Foi um dos cinco convocados por Rui Jorge em 23 de março de 2022 para suprir as ausências da categoria para os jogos de qualificação para Europeu de 2023 Sub-21.

## Títulos

### Porto
- Taça da Liga: 2022–23
- Taça de Portugal: 2022–23
- Supertaça Cândido de Oliveira: 2022-23